# 新入第三第四駅
新入第三第四駅（しんにゅうだいさんだいしえき）は、かつて福岡県直方市植木にあった、鉄道省筑豊本線の貨物駅（廃駅）である。貨物支線の廃線に伴い、1928年（昭和3年）4月20日に廃駅となった。

## 歴史

### 年表
- 1910年（明治43年）5月1日：開業[1]。貨物駅[1]。
- 1928年（昭和3年）4月20日：貨物支線の廃線に伴い廃止[1]。

### 駅名の由来
近隣の三菱鉱業筑豊鉱業所新入炭鉱第三坑・第四坑に由来する。

## 隣の駅
鉄道省
筑豊本線（貨物支線）
筑前植木駅 - 新入第三第四駅